# Andrzej Feliks Grabski
Andrzej Feliks Grabski (ur. 13 września 1934 w Warszawie, zm. 26 czerwca 2000 w Łodzi) – polski historyk, ekspert z zakresu historii historiografii i historii średniowiecza.
Był synem Andrzeja Kazimierza i Marii z Jaśkowskich, wnukiem Władysława – ekonomisty i premiera RP.

## Kariera naukowa
W 1951 rozpoczął studia historyczne na Wydziale Filozoficzno-Historycznym UŁ, gdzie kształcił się m.in. pod okiem Stanisława Zajączkowskiego, Stefana Krakowskiego i Mariana Henryka Serejskiego. Ukończył je w 1955. W 1962 uzyskał stopień doktora na podstawie pracy Polska X–XII wieku w opinii współczesnych. Po skończeniu studiów podjął pracę w Instytucie Historii PAN, gdzie w 1967 przedstawił pracę habilitacyjną Polska w opiniach Europy Zachodniej XIV–XV wieku. Profesorem nadzwyczajnym został w 1976, zwyczajnym w 1988.
W latach 1986–1989 był członkiem Ogólnopolskiego Komitetu Grunwaldzkiego.
Zajmował się historią średniowiecza, dziejami myśli społecznej i politycznej XIX i XX wieku oraz przede wszystkim historią historiografii.
Przez cały okres swej kariery zawodowej związany z Instytutem Historii PAN nie zerwał związków z UŁ, gdzie pod koniec lat 70. współtworzył Międzyuczelniany Instytut Nauk Politycznych. Ponadto od 1988 do 1990 jako bezpartyjny pełnił funkcję przewodniczącego Rady Narodowej m. Łodzi (i z urzędu przewodniczącego Wojewódzkiej Rady Narodowej w tym mieście)
. W latach 90. objął Katedrę Historii Historiografii UŁ, którą kierował aż do śmierci. 
Członek-założyciel Międzynarodowej Komisji Historii Historiografii, członek komitetu redakcyjnego periodyku Storia della Storiografia, redaktor serii Klasycy Historiografii, uhonorowany wieloma odznaczeniami i nagrodami. 
Opublikował 17 książek i kilkaset artykułów naukowych, w tym liczne monografie oraz podręczniki i syntezy z zakresu historii historiografii. Wśród nich, wyróżniają się zwłaszcza pozycje Zarys historii historiografii polskiej i Dzieje historiografii. Wiele z jego prac zostało wydanych również za granicą.
Według Sławomira Nowinowskiego był tajnym współpracownikiem SB.

## Uczniowie
Do grona jego uczniów należą: Rafał Stobiecki, Andrzej Wierzbicki.

## Nagrody
- Nagroda "Miesięcznika Literackiego" (1976) za książkę "Myśl historyczna polskiego Oświecenia" (PWN)[5]

## Publikacje
- Polska sztuka wojenna w okresie wczesnofeudalnym, Warszawa: Wydawnictwo Ministerstwa Obrony Narodowej, 1959.
- Bolesław Chrobry. Zarys dziejów politycznych i wojskowych, Warszawa: Wydawnictwo Ministerstwa Obrony Narodowej 1964.
- Polska w opiniach obcych X-XIII w., Warszawa: Państwowe Wydawnictwo Naukowe 1964.
- Bolesław Krzywousty, Warszawa: Wydawnictwo Ministerstwa Obrony Narodowej 1968.
- Polska w opiniach Europy Zachodniej XIV–XV w., Warszawa: Państwowe Wydawnictwo Naukowe, 1968.
- Orientacje polskiej myśli historycznej. Studia i rozważania, Warszawa: Państwowe Wydawnictwo Naukowe 1972[6].
- Mieszko I ok. 930–992, Warszawa: Wydawnictwo Ministerstwa Obrony Narodowej 1973.
- (redakcja) Michał Bobrzyński, Dzieje Polski w zarysie, oprac. i wstęp Marian Henryk Serejski, A. F. Grabski, Warszawa: PIW 1974 (wiele wydań).
- (redakcja) Tadeusz Korzon, Odrodzenie w upadku: wybór pism historycznych, oprac. i wstępem poprzedzili Marian Henryk Serejski, i A. F. Grabski, Warszawa: Państwowy Instytut Wydawniczy 1975.
- Myśl historyczna polskiego oświecenia, Warszawa: Państwowe Wydawnictwo Naukowe 1976[7].
- Historiografia i polityka. Dzieje konkursu historycznego im. Juliana Ursyna Niemcewicza 1867–1922, Warszawa: PIW, 1979[8].
- (redakcja) Zygmunt Wojciechowski, Zygmunt Stary (1506–1548), oprac. i wstępem poprzedził Andrzej Feliks Grabski, Warszawa: Państwowy Instytut Wydawniczy 1979.
- W kręgu naczelnika. Rapperswilskie inicjatywy kościuszkowskie 1894–1897, Warszawa: Państwowy Instytut Wydawniczy 1981[9].
- Troski i nadzieje. Z dziejów polskiej myśli społecznej i politycznej XIX wieku, Łódź: Wydawnictwo Łódzkie 1981[10].
- (redakcja) Marc Bloch, Społeczeństwo feudalne, tł. Eligia Bąkowska, wstępem poprzedził Andrzej Feliks Grabski, Warszawa: Państwowy Instytut Wydawniczy 1981.
- Perspektywy przeszłości. Studia i szkice historiograficzne, Lublin: Wydawnictwo Lubelskie 1983.
- Dzieje polskiej myśli politycznej w czasach nowożytnych i najnowszych, cz. 1, pod red. Andrzeja Feliksa Grabskiego, Łódź: UŁ 1985.
- Kształty historii, Łódź: Wydawnictwo Łódzkie 1985[11].
- (redakcja) Władysław Smoleński, Szkoły historyczne w Polsce (główne kierunki poglądów na przeszłość), przedmową poprzedził Andrzej Feliks Grabski, Warszawa: Państwowy Instytut Wydawniczy 1986.
- Joachim Lelewel i demokracja niemiecka: z dziejów międzynarodowych kontaktów polskiej lewicy w dobie Wielkiej Emigracji, Łódź: Wydawnictwo UŁ 1987[12].
- (wstęp) Wiaczesław P. Wołgin, Szkice o zachodnioeuropejskim socjalizmie utopijnym, tł. Janina Smoleńska, wyboru dokonała Alina Barszczewska-Krupa, wstępem poprzedził Andrzej Feliks Grabski, Warszawa: Państwowy Instytut Wydawniczy 1989.
- (redakcja) Między Wschodem a Zachodem. Studia z dziejów polskiego ruchu i myśli socjalistycznej, pod red. Andrzeja Feliksa Grabskiego i Pawła Samusia, Łódź: Wydawnictwo Uniwersytetu Łódzkiego 1995[13].
- (redakcja) Zygmunt Zaremba (1895–1967). Materiały z ogólnopolskiej sesji naukowej, pod red. Andrzeja F. Grabskiego i Jerzego Kukulskiego, Piotrków Trybunalski: Wydawnictwo WSP 1997.
- Zarys historii historiografii polskiej, Poznań: Wydawnictwo Poznańskie 2000[14].
- Spór o prawa dziejowe. Kontrowersje wokół Henry’ego Thomasa Buckle’a w Polsce w dobie pozytywizmu, Lublin: Wydawnictwo Uniwersytetu M. Curie-Skłodowskiej 2002[15].
- Dzieje historiografii, wprowadzenie Rafał Stobiecki, Poznań: Wydawnictwo Poznańskie 2003 (wyd. 2 – 2006)[16].